# Canton de Moisdon-la-Rivière
Le canton de Moisdon-la-Rivière est une ancienne circonscription électorale française, située dans le département de la Loire-Atlantique (région Pays de la Loire).

## Histoire
- De 1833 à 1848, les cantons de Moisdon-la-Rivière et de Saint-Julien-de-Vouvantes avaient le même conseiller général. Le nombre de conseillers généraux était limité à 30 par département[1].

## Administration

### Conseillers généraux de 1833 à 2015
| Période | Période          | Identité                                                          | Étiquette                      | Qualité |
| ------- | ---------------- | ----------------------------------------------------------------- | ------------------------------ | --- |
| 1833    | 1833 (démission) | Baron Armand Le Roy de La Trochardais (1776-1838)                 |                                | Propriétaire à Châteaubriant |
| 1833    | 1842             | Louis René Julien Brossays, Vicomte de Combourg (1768-1843)       |                                | Ancien payeur aux Armées, propriétaire, maire de Châteaubriant                                                                                |
| 1842    | 1848             | Xavier Maire (1798-?)                                             |                                | Directeur de forges à Moisdon |
| 1848    | 1852             | Victorien Leussier (1810-1855)                                    |                                | Propriétaire, notaire, maire de Grand-Auverné                                                                                                 |
| 1852    | 1871             | Comte Joseph Defermon des Chapelières                             |                                | Chef d'escadron à l'Etat major général du commandant supérieur des gardes nationales de la Seine Ancien député (1831-1834)                    |
| 1871    | 1889 (décès)     | César-Auguste Ginoux-Defermon                                     | Appel au peuple (Bonapartiste) | Auditeur au Conseil d'État, propriétaire à Issé Député (1871-1889)                                                                            |
| 1889    | 1895 (décès)     | Georges Ginoux-Defermon                                           | Droite                         | Avocat, ancien chef de bataillon des mobiles de Loire-Inférieure, propriétaire à Issé                                                         |
| 1896    | 1931             | Comte Charles Ginoux-Defermon (fils du précédent)                 | Ind. Droite                    | Ancien camérier de cape et d'épée du Pape Léon XIII Propriétaire du château de Gâtines, à Issé Député (1901-1928) Maire de Moisdon-la-Rivière |
| 1931    | 1940             | Théophile Salmon (1895-1975)                                      | RG                             | Fondateur de la Compagnie d'Issé Nommé conseiller départemental en 1943                                                                       |
|         |                  |                                                                   |                                | |
| 1945    | 1958             | Charles Ginoux-Defermon (1909-1985) (fils de Ch. Ginoux-Defermon) | DVD-RPF puis RI                | Ingénieur-chimiste, Juste parmi les Nations Propriétaire du château d'Issé                                                                    |
| 1958    | 1976             | Jacques Ginoux-Defermon                                           | DVD                            | Exploitant agricole Conseiller municipal de Moisdon-la-Rivière                                                                                |
| 1976    | 1994             | Étienne Lerat                                                     | DVD                            | Minotier Maire de Moisdon-la-Rivière |
| 1994    | 2001             | Armand Bouchet                                                    | DVG                            | Maire d'Issé (1983-2001) |
| 2001    | 2015             | Jean Massé                                                        | DVD                            | Inséminateur Ancien Maire de La Meilleraye-de-Bretagne (1977-2001)                                                                            |

### Conseillers d'arrondissement (de 1833 à 1940)
| Période                                  | Période              | Identité                                         | Étiquette                                | Qualité |
| ---------------------------------------- | -------------------- | ------------------------------------------------ | ---------------------------------------- | --- |
| 1833                                     | 1842                 | René Gandon                                      |                                          | Propriétaire à Moisdon, adjoint au maire de Grand-Auverné                                                   |
| 1842                                     | 1848                 | Joseph Jean Marie Victorien Leussier (1810-1855) |                                          | Notaire, propriétaire au Grand-Auverné                                                                      |
| 1848                                     |                      | M. d'Auffy                                       |                                          | |
|                                          |                      |                                                  |                                          | |
|                                          | 1900                 | François Louis Marie Guillet (1849-1900)         |                                          | Marchand de vins en gros, La Meilleraye-de-Bretagne                                                         |
|                                          |                      |                                                  |                                          | |
| 1904                                     | 1922 (décès)         | Jean-Marie Palierne (1856-1922)                  | Républicain antiministériel Conservateur | Propriétaire-cultivateur, adjoint au maire de Moisdon-la-Rivière                                            |
| 1922                                     | 28 juin 1940 (décès) | Paul Ginoux-Defermon (1875-1940)                 | Conservateur                             | Maire de Moisdon-la-Rivière                                                                                 |
| 1940                                     |                      |                                                  |                                          | Les conseils d'arrondissement ont été suspendus par la loi du 12 octobre 1940 et n'ont jamais été réactivés |
| Les données manquantes sont à compléter. |                      |                                                  |                                          | |

## Composition
Les données présentées sont issues des études de l'Insee.
| Nom                            | Code Insee | Intercommunalité        | Superficie (km2) | Population (dernière pop. légale) | Densité (hab./km2) |
| ------------------------------ | ---------- | ----------------------- | ---------------- | --------------------------------- | ------------------ |
| Moisdon-la-Rivière (chef-lieu) | 44099      | CC Châteaubriant-Derval | 50,43            | 1 943 (2014)                      | 39                 |
| Grand-Auverné                  | 44065      | CC Châteaubriant-Derval | 34,40            | 792 (2014)                        | 23                 |
| Issé                           | 44075      | CC Châteaubriant-Derval | 38,66            | 1 869 (2014)                      | 48                 |
| Louisfert                      | 44085      | CC Châteaubriant-Derval | 18,16            | 979 (2014)                        | 54                 |
| La Meilleraye-de-Bretagne      | 44095      | CC Châteaubriant-Derval | 27,63            | 1 478 (2014)                      | 53                 |

## Démographie
| 1962  | 1968  | 1975  | 1982  | 1990  | 1999  |
| ----- | ----- | ----- | ----- | ----- | ----- |
| 6 657 | 6 444 | 6 307 | 6 420 | 6 299 | 6 016 |

| 2006  | 2007  | 2008  | 2009  | 2010  | - |
| ----- | ----- | ----- | ----- | ----- | - |
| 6 349 | 6 475 | 6 589 | 6 738 | 6 795 | - |